# Emil Martinsen Lilleberg
 Emil Martinsen Lilleberg  (Sarpsborg, Noruega, 2 de febrero de 2001) es un jugador profesional noruego de hockey sobre hielo que se desempeña en la posición de defensor izquierdo en Tampa Bay Lightning, equipo de la National Hockey League (NHL).

## Carrera
Fue seleccionado en la cuarta ronda en la NHL Entry Draft de 2021. En 2023 hizo su debut profesional con el equipo Tampa Bay Lightning, donde lleva jugando una temporada.